# Esporte Clube XV de Novembro (Jaú)
El Esporte Clube XV de Novembro (Jaú) es un equipo de fútbol de Brasil que juega en el Campeonato Paulista de Segunda División, la cuarta categoría del estado de Sao Paulo. Entre los años 1970 y años 1980 participó en el Campeonato Brasileño de Serie A, la primera división nacional.

## Historia
Fue fundado el 15 de noviembre de 1924 en el municipio de Jaú del estado de Sao Paulo por un grupo de futbolistas locales y su nombre es en homenaje a la fecha de la proclamación de la República de Brasil, y sus colores se inspiran en la bandera de Brasil.
En sus inicios fue un equipo que jugaba en los torneos aficionados hasta que se vuelve profesional en 1948 participando en el Campeonato Paulista Serie A2, donde jugó tres temporadas hasta lograr el ascenso al Campeonato Paulista en 1951. Se mantuvo en la primera división estatal hasta que descendió en 1959, jugando en la segunda división estatal hasta que en 1968 el club sale de la división profesional.
En 1975 regresa a la competición profesional en el Campeonato Paulista Serie A2, ganando en título de la liga al año siguiente y ascendiendo nuevamente al Campeonato Paulista. En 1979 participa por primera vez en el Campeonato Brasileño de Serie A, la primera división nacional en donde fue eliminado en la segunda ronda al terminar en sexto lugar de su zona entre ocho equipos para terminar en el lugar 56 entre 94 equipos.
Tres años después regresa al Brasileirao donde supera la primera ronda al quedar en segundo lugar de su grupo, pero es eliminado en la segunda ronda al terminar en tercer lugar de su grupo entre cuatro equipos, quedando eliminado por diferencia de goles finalizando en el lugar 20 entre 44 equipos.
En 1988 juega por primera vez en el Campeonato Brasileño de Serie C en donde fue eliminado en la primera ronda y finalizó en el lugar 40 entre 43 equipos. Tras 17 años consecutivos en el Campeonato Paulista desciende en 1993, regresando a la primera división estatal en 1996 y descendiendo tras dos temporadas.

## Palmarés
- Campeonato Paulista del Interior: 1

1953
- Campeonato Paulista Serie A2: 2

1951, 1976

## Jugadores

### Jugadores destacados
- Angelo Sormani (delantero, jugó para el Santos, AC Milan y la selección italiana)
- Dino Sani (volante, jugó en CA Boca Juniors, São Paulo FC y AC Milan)[11]
- Antônio Benedito da Silva
- Wilson Mano (defensa, jugó en el SC Corinthians, EC Bahia y en Japón)[12]
- Sonny Anderson (atacante, jugó en el FC Barcelona, Olympique Lyon y la selección nacional)[13]
- Andrei (defensa, jugó en el SE Palmeiras, Santos FC, Fluminense FC, Atlético de Madrid y la selección nacional)
- Edmilson (volante, jugó en Olympique Lyon, FC Barcelona y la selección nacional)
- Edu (atacante, jugó en Celta de Vigo, Real Betis y SC Internacional)
- Nilson (media punta, jugó en SC Internacional, Gremio de Porto Alegre, CR Flamengo, SC Corinthians, SE Palmeiras y la selección nacional)[14]
- Kazu (atacante, estuvo en Santos FC, Coritiba FC y selección japonesa)[15]
- Daniel Marques (defensa, jugó en SE Palmeiras y Paraná Clube)
- Ralf (volante, jugó en SC Corinthians, la selección nacional)
- Leandro Castán (defensa, jugó en SC Corinthians y AS Roma)